# Maximilian Gold
Maximilian „Max“ Gold (* 22. November 1900 in Wien; † 27. November 1961 in Teheran) war ein österreichischer Fußball-Nationalspieler.

## Karriere
Der Verteidiger begann seine Karriere beim Wiener AF, für den er nach Ende des Ersten Weltkrieges erstmals Meisterschaftsspiele bestritt und sich bereits früh 1919/20 als Stammspieler und wichtige Stütze in der weinroten Elf etablierte. In der Meisterschaft nur im Mittelfeld zu finden, konnte er mit den Hütteldorfern allerdings den österreichischen Cup 1922 mit einem 2:1 gegen die Amateure gewinnen. Im selben Jahr kam Maximilian Gold auch zu zwei Einsätzen in der Verteidigung in der österreichischen Nationalmannschaft – bei einem 1:1 gegen Ungarn sowie einem 7:1-Kantersieg über die Schweiz.
Nach dieser erfolgreichen Saison wurde Maximilian Gold vom Vizemeister SC Hakoah Wien abgeworben. Nachdem er den Klub im Sommer 1924 kurzzeitig verlassen hatte, um bei Makkabi Tallinn in Estland zu spielen, kehrte er rechtzeitig zu Meisterschaftsbeginn zur Hakoah zurück. Mit den Blauweißen gelang ihm schließlich sein größter Erfolg, denn 1924/25 wurde er mit dem Team österreichischer Meister. Nach einem weiteren Sommer-Abstecher ins Baltikum, diesmal als Trainer von Makkabi Kaunas, kehrte er im Herbst 1925 zur Hakoah zurück. Als nach der ersten Amerika-Tournee mehrere Spieler den Klub verließen, blieb der Verteidiger beim Verein, nahm aber nach der zweiten Amerika-Tournee 1927 ein Angebot der New York Giants an. Einem Jahr in der ASL folgte die Rückkehr nach Österreich, wo er 1928/29 für den Wiener AC auflief sowie im Herbst 1929 einige Spiele für die Hakoah machte, anschließend allerdings wieder nach New York zu den Hakoah All-Stars ging.
Eine Verletzung des Knöchels beendete die aktive Karriere von Maximilian Gold. In den frühen 1930er-Jahren war er Eigentümer und Manager der Fußballmannschaft Maccabi Chicago, wo auch einige ehemalige Hakoahspieler tätig waren. Später arbeitete er als Trainer im Baltikum für die litauische Nationalmannschaft und Bar Kochba Kaunas.

## Emigration und Flucht
Nach dem Anschluss Österreichs an das Deutsche Reich emigrierte er 1938 mit seiner Frau nach Luxemburg und trainierte ab September des Jahres den Verein Jeunesse Esch. Nach der Besatzung Luxemburgs durch die Wehrmacht wurde er vom 4. September bis 11. Oktober 1941 zur Zwangsarbeit im RAB-Lager Greimerath eingesetzt. Nach seiner Rückkehr nach Luxemburg erhielt er am 17. November 1941 eine Anordnung der Gestapo „zur Konzentrierung aller Juden“, nach der er mit seiner Familie in Cinqfontaines interniert werden sollte. Mit Hilfe luxemburgischer Widerständler gelang ihnen jedoch die Flucht.
Nach dem Krieg arbeitete er als Sport-Manager in Wien. Er starb 1961 in Teheran, wo er sich auf einer Tournee mit der schwedischen Mannschaft Malmö FF befand, durch den Sturz in einen Aufzugschacht.

## Erfolge
- 1 × Österreichischer Meister: 1925
- 1 × Österreichischer Cupsieger: 1922

- 2 Länderspiele für die österreichische Fußballnationalmannschaft 1922